# Indigofera cylindrica
Indigofera cylindrica är en ärtväxtart som beskrevs av Sensu auct. Indigofera cylindrica ingår i släktet indigosläktet, och familjen ärtväxter. Inga underarter finns listade i Catalogue of Life.